# 情報いちばん!
情報いちばん!（じょうほういちばん）は、2006年4月3日から2007年3月9日まで放送されたNHK広島放送局制作の2部構成の地域情報番組である。

## 概要
後番組は「ゆうどきネットワーク」である。前半は中国地方向けブロックネット、後半は広島県域向け放送である。同じような番組に、ひるまえワイドがある。

## キャスター
- 村上真吾
- すがのまみえ

## 内容

### 月 - 金　17:10 - 17:30（中国地方ブロック）
- 17:10　オープニング&メニュー紹介
- 17:11　中国リレーニュース
広島、岡山、島根、鳥取、山口5県からそれぞれ1～2本のニュースを放送。
- 17:19　日替わり
  - （月）来て見て!わが町ミュージアム（年度前半）／ふるさとの匠（仮・年度後半）
  - （火）いちばん!健康塾
  - （水）あの町この町 お宝紀行
  - （木）まみえにおまかせ!生活いちばん!
  - （金）大野豊（NHKプロ野球解説）の週末大好き!・らくらくいちばん!クッキング
- 17:29　エンディング
終了前に「この後は、お近くの放送局からお届けします。」と字幕が出る。